# Ribes magellanicum
Ribes magellanicum är en ripsväxtart. Ribes magellanicum ingår i släktet ripsar, och familjen ripsväxter.

## Underarter
Arten delas in i följande underarter:
- R. m. magellanicum
- R. m. parviflorum

## Bildgalleri

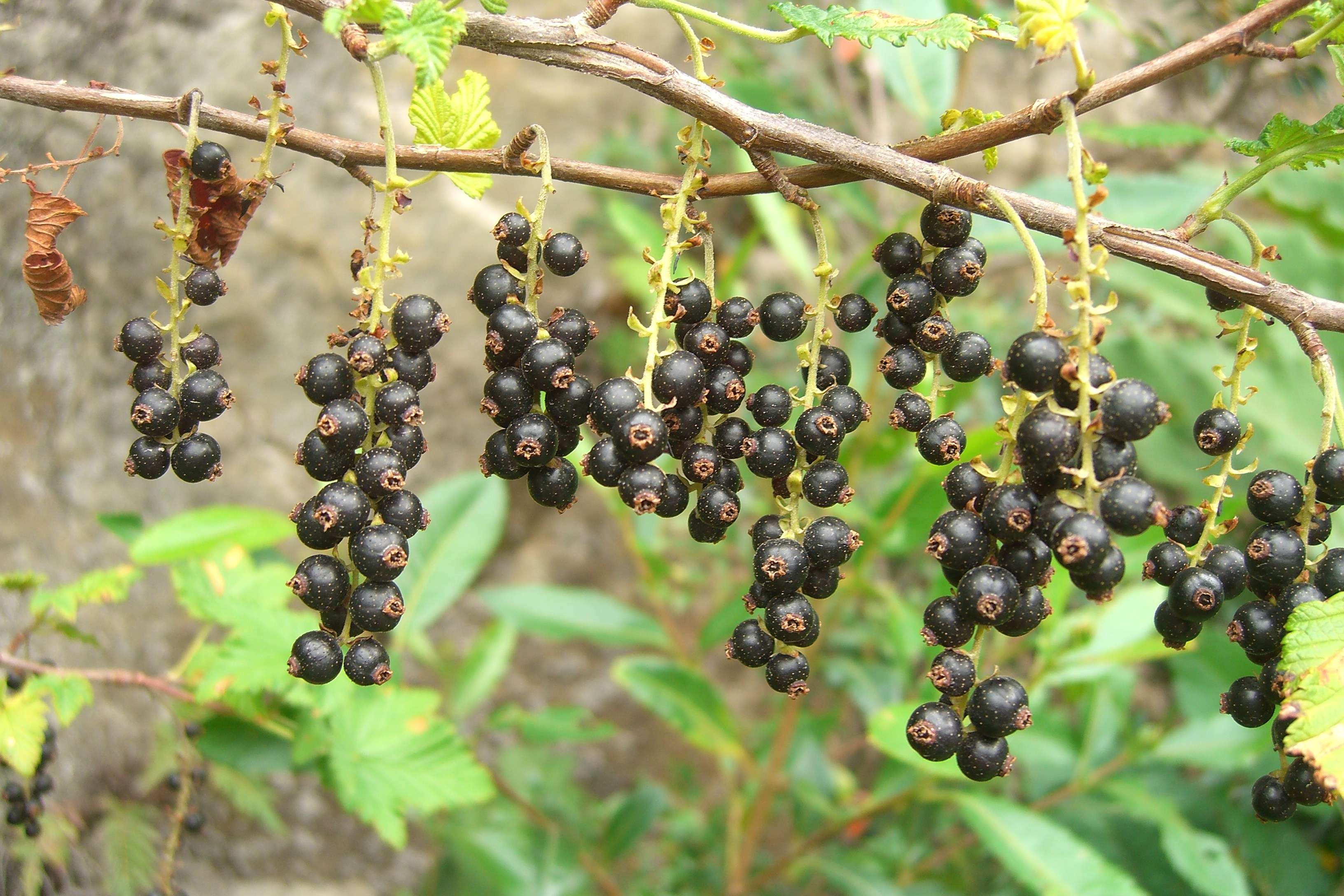
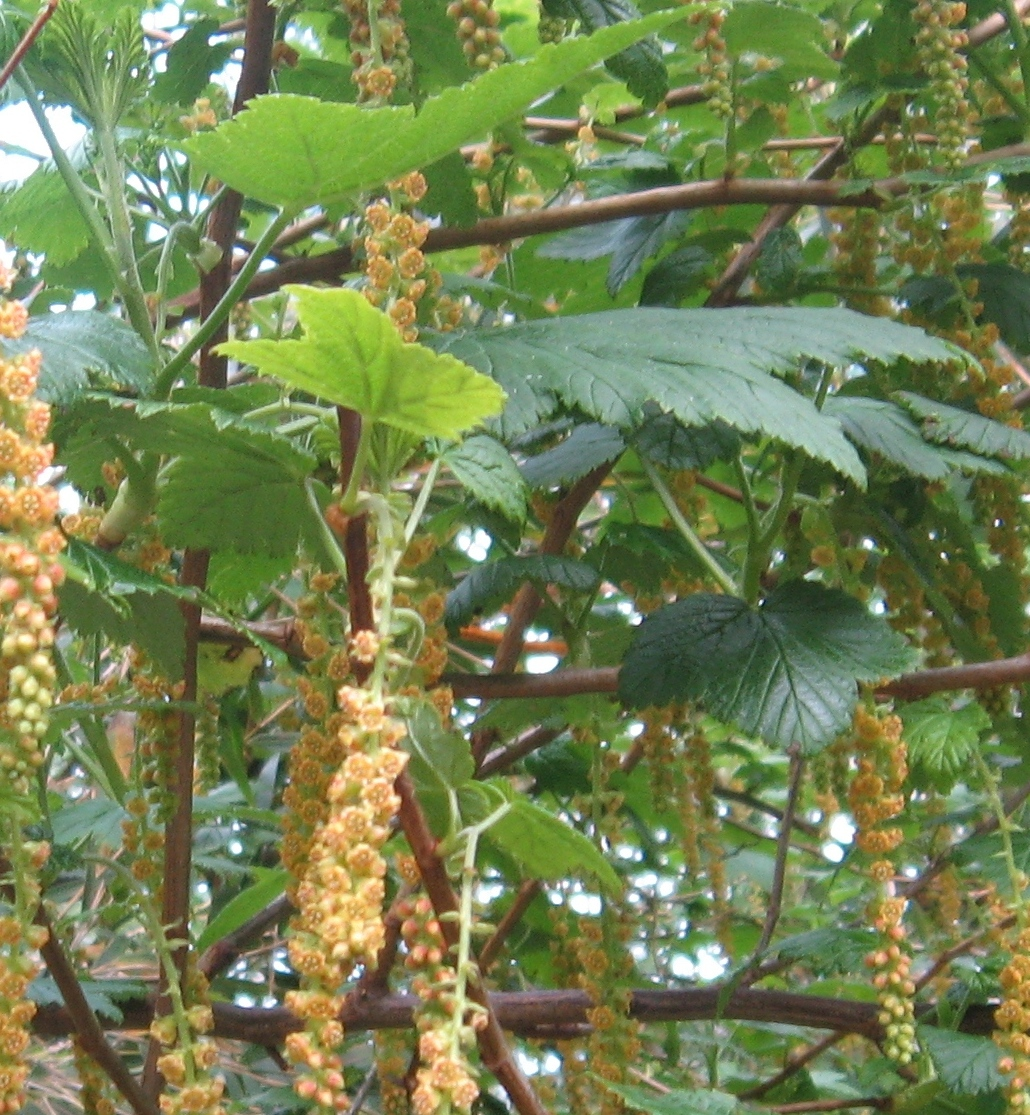
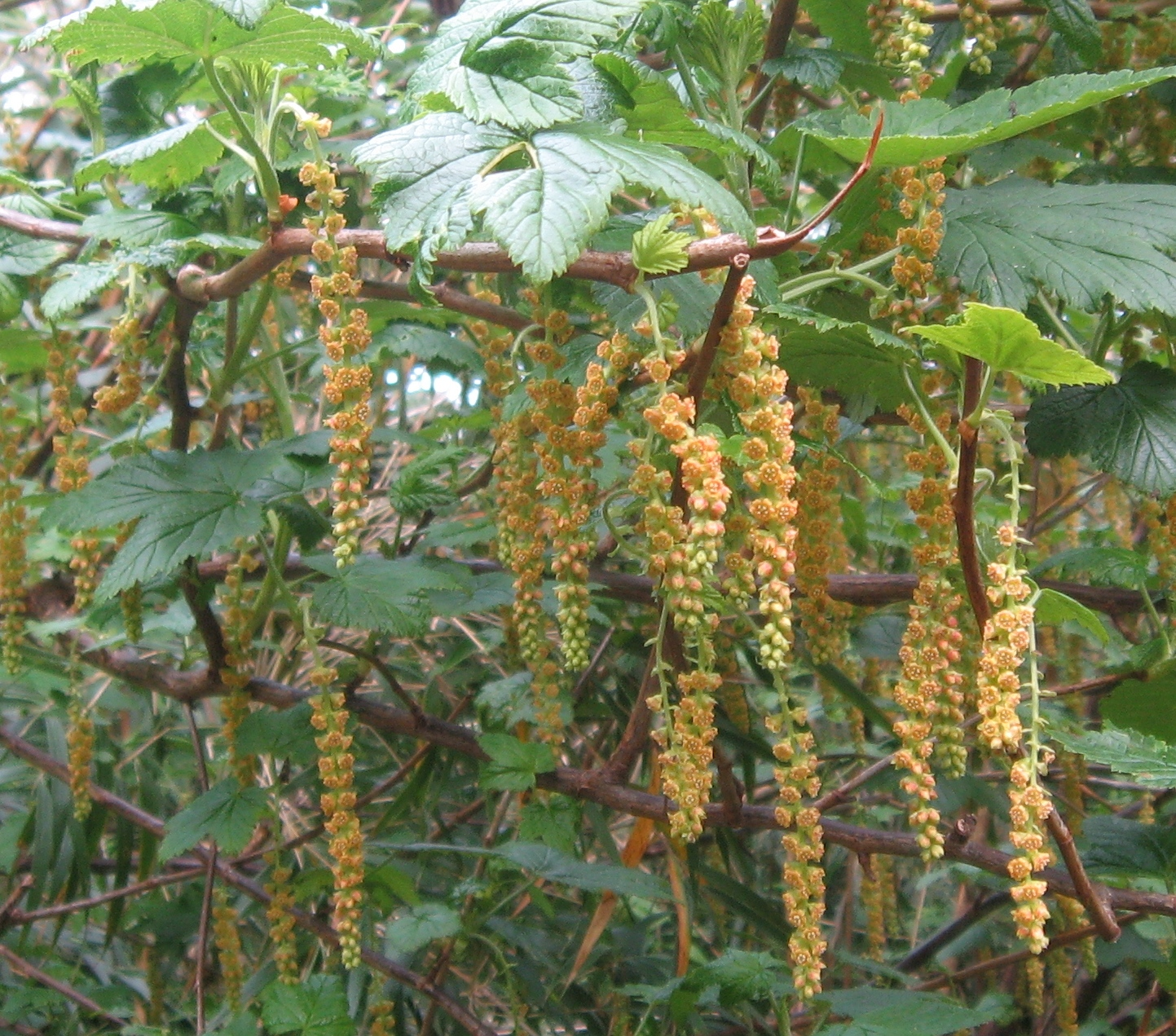
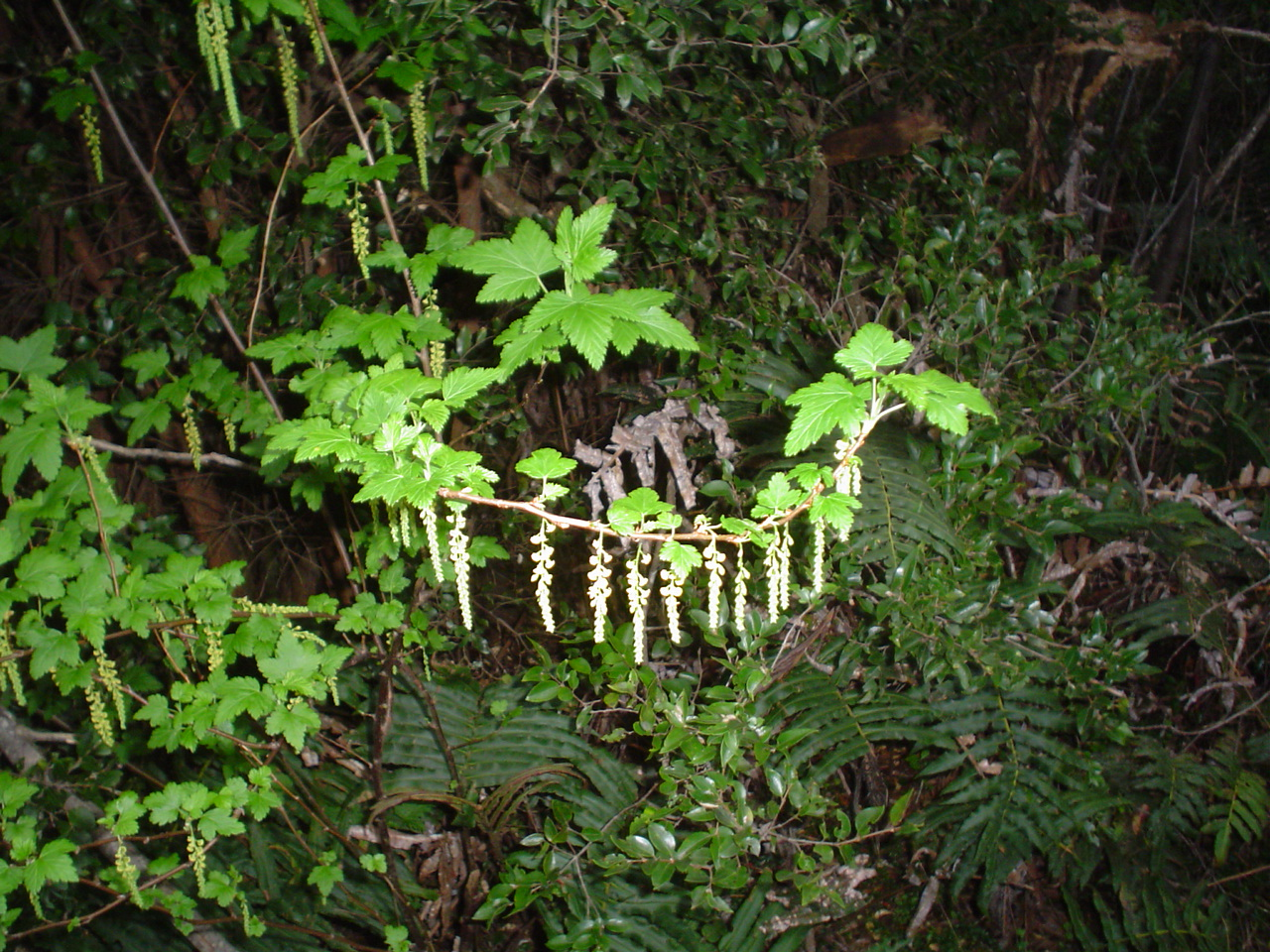
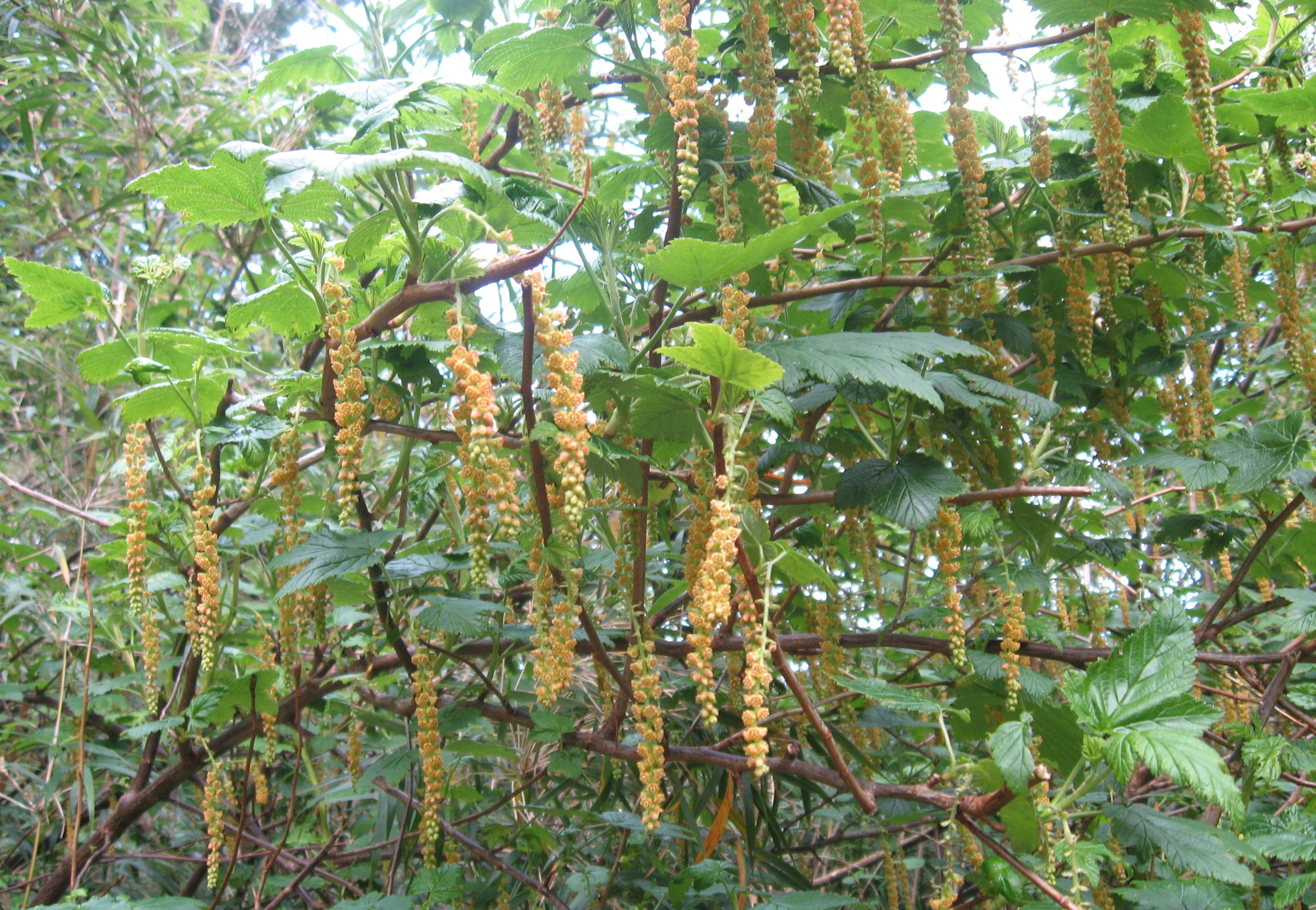